# Anna Geislerová

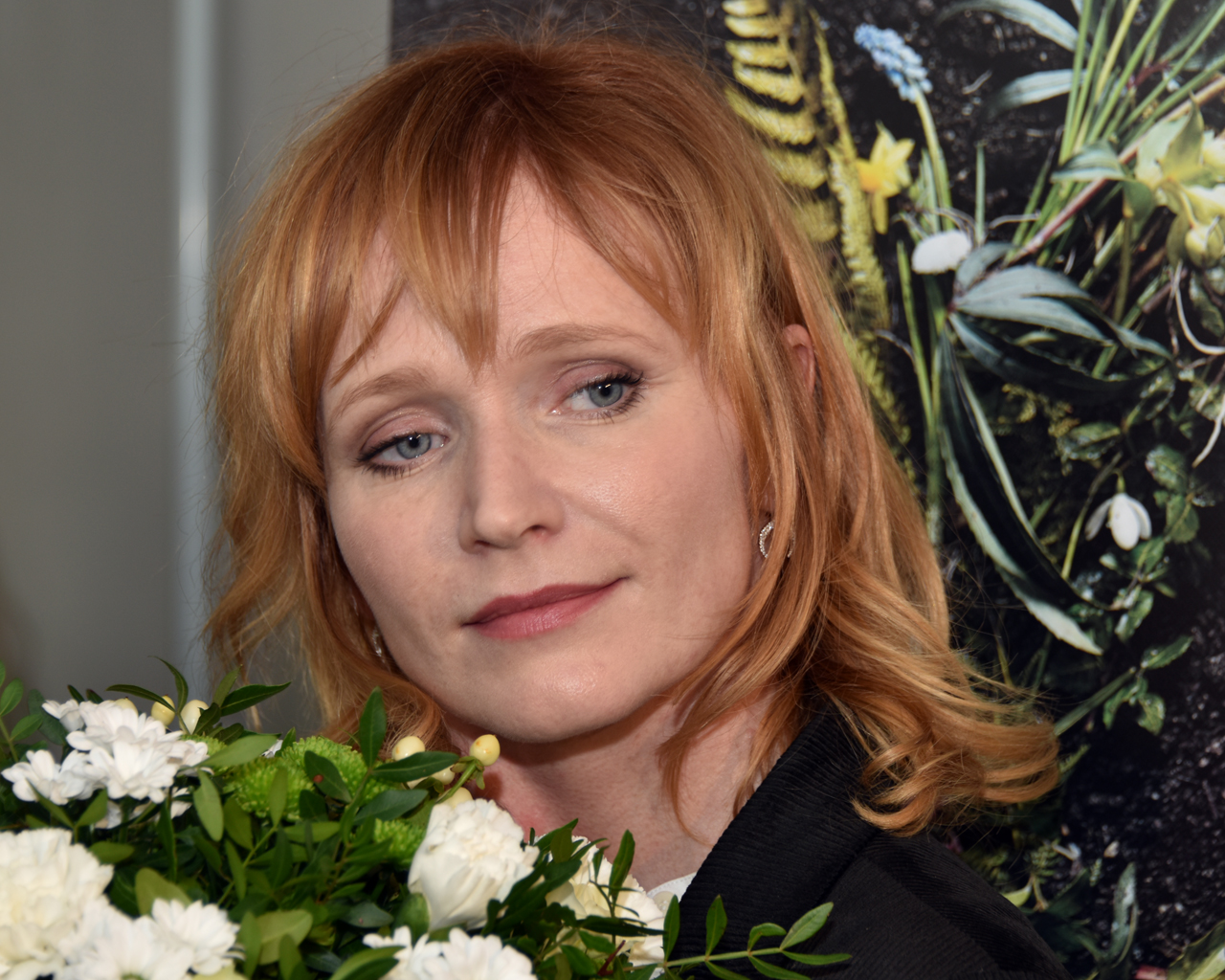
Anna Geislerová (2019)

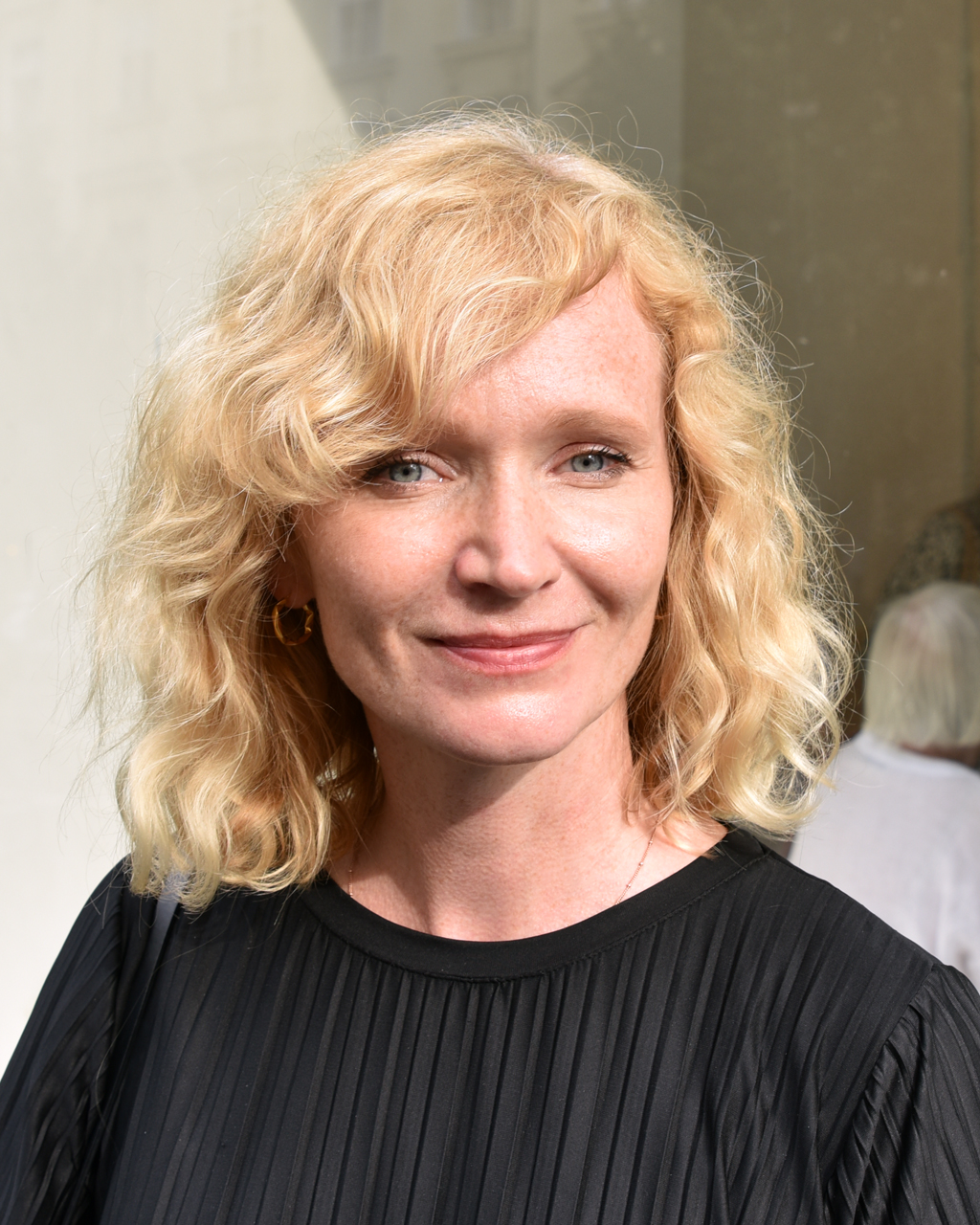
Anna Geislerová (2021)

Anna Geislerová (* 17. April 1976 in Prag, Tschechoslowakei), auch: Aňa Geislerová, ist eine tschechische Schauspielerin und Schriftstellerin.

## Leben
Geislerová wurde als 13-Jährige von Regisseur Ondřej Trojan entdeckt. Er besetzte sie 1990 in seinem Film Pějme píseň dohola. Ihre erste Hauptrolle spielte sie ein Jahr später in Requiem pro panenku von Filip Renc. Sie war bislang zwölfmal für den tschechischen Filmpreis Český lev („Böhmischer Löwe“) nominiert und gewann ihn fünfmal für ihre Rollen in Die Rückkehr des Idioten von Saša Gedeon (2000), Zelary von Ondřej Trojan (2004), Die Jahreszeit des Glücks von Bohdan Sláma (2006), Beauty in Trouble und Nevinnost von Jan Hřebejk. Für Die Jahreszeit des Glücks erhielt sie außerdem den Darstellerpreis des San-Sebastián-Filmfestivals.
Außerdem war sie 1994 unter der Regie von Oscar-Preisträger Jan Svěrák in Jízda zu sehen. Der Film gewann 1995 den Hauptpreis des Internationalen Filmfestivals von Karlovy Vary. 2001 erhielt sie eine Rolle in der deutschen Produktion Swimming Pool – Der Tod feiert mit. 2003 spielte sie in der deutschen Produktion SuperTex von Jan Schütte. 1993 gehörte sie zum Schauspielensemble der italienischen Fernsehproduktion Prinzessin Fantaghirò III.
Auf der Berlinale 2004 wurde sie mit dem Europäischen Shooting Star ausgezeichnet. 2010 war sie Jurymitglied für die Shooting-Star-Verleihung 2010 und präsentierte gemeinsam mit Stellan Skarsgård während der Berlinale 2010 die Gewinner.
Anna Geislerová ist mit dem Regisseur Zdeněk Janáček verheiratet. Aus der Beziehung entstammen eine Tochter und ein Sohn. Ihre Schwester Ester ist ebenfalls Schauspielerin, ihre andere Schwester Lenka ist Sängerin.

## Filmografie (Auswahl)
- 1991: Geraubtes Leben (Requiem pro panenku)
- 1993: Prinzessin Fantaghirò (Fantaghirò)
- 1994: Die Fahrt (Jízda)
- 1999: Die Rückkehr des Idioten (Návrat idiota)
- 2000: England!
- 2000: Wild Flowers (Kytice)
- 2001: Swimming Pool – Der Tod feiert mit
- 2003: Supertex – Eine Stunde im Paradies (Supertex)
- 2003: Zelary
- 2004: Shut up and shoot me
- 2005: Die Jahreszeit des Glücks (Štěstí)
- 2005: Sílení
- 2006: Kráska v nesnázích
- 2006: Die Trauer der Frau Schneider (Smutek paní Šnajderové)
- 2007: Medvídek
- 2009: Ďáblova lest
- 2010: Občanský průkaz
- 2012: Deckname Luna (Fernseh-Zweiteiler)
- 2014: Fair Play
- 2016: The Noonday Witch (Polednice)
- 2016: Operation Anthropoid (Antropid)
- 2018: The Catcher Was a Spy
- 2020: Havel
- 2020: Als ein Stern vom Himmel fiel (O vánoční hvězdě)
- 2025: Karavan